# Mayhem
Mayhem is een bekende Noorse blackmetalband die gezien wordt als een van de belangrijkste bands in de vorming van de vroege black metal.

## Biografie

### Vroege jaren
De naam "Mayhem" is ontleend aan het Venom nummer Mayhem with Mercy. Mayhem werd in 1984 opgericht, de originele bezetting bestond uit: Euronymous als gitarist, Necrobutcher als bassist en Manheim achter de drums. In 1985 krijgen zij Messiah als eerste vocalist van de band, een live-show volgt al snel waarna Messiah weer uit de band vertrekt. In 1986 wordt de eerste demo "Pure Fucking Armageddon" uitgebracht, de zang werd door zowel Necrobutcher als ook Euronymous verzorgd. In 1987 wordt de tweede demo "Deathcrush" uitgebracht, dit keer met Messiah op de vocals. Na het opnemen van twee nummers verdwijnt hij echter weer uit de band, de overige drie nummers werden ingezongen door een andere nieuweling in de band: Maniac. Kort daarna verlaten zowel de drummer Manheim als zanger Maniac de band. Zij worden vervangen door Torben en Kittil uit de Noorse band "Vomit", maar deze relatie is niet van lange duur en voor het eind van het jaar zijn ook zij weer uit Mayhem verdwenen.

### Nieuwe zanger
In 1988 komt "Dead" bij Mayhem. Dead, die oorspronkelijk uit Zweden komt, speelde aanvankelijk in de Zweedse band "Morbid" maar nadat deze band eindigde werd hij overgehaald om in het Noorse Mayhem te spelen. Enkele maanden later zal "Hellhammer" de taak als drummer op zich nemen. Nu de band weer een complete bezetting heeft, duiken ze weer de studio in. In 1990 worden de nummers "Freezing Moon" en "Carnage" voor de CBR compilatie opgenomen. De band begint ook een Europese tournee en wordt al snel bekend om hun extreme live-shows. Een vast onderdeel van de show bestond uit opgespiesde varkenshoofden en zakken vol dode dieren. Ook sneed Dead zich tijdens de live-shows in zijn armen, als gevolg waarvan hij eenmaal met spoed in het ziekenhuis moest worden opgenomen. In april 1991 pleegt zanger Dead, dan al jaren depressief en mentaal soms ernstig in de war, in het afgelegen huis van de band zelfmoord door zichzelf eerst de polsen en keel door te snijden en zich dan met een hagelgeweer door het hoofd te schieten. Zijn afscheidsbrief bestond o.a. uit de woorden "Sorry voor het bloed". Euronymous, die Dead als eerste vindt, belt niet de politie maar rijdt naar een winkel om een fotocamera te kopen om het gebeuren te fotograferen. Deze foto zal later op de "Dawn of the Black Hearts" bootleg terugkeren. In de tussentijd gaan de geruchten rond dat Euronymous delen van Deads hersens gekookt en opgegeten heeft, Necrobutcher een ketting maakte van gevonden schedelfragmenten en Hellhammer live zou drummen met de beenderen van Dead. Necrobutcher verlaat even later de band. Dead en Necrobutcher worden vervolgens opgevolgd door Occultus maar ook die verdwijnt weer na enkele live-shows.

### De Mysteriis Dom Sathanas
In 1993 werd uiteindelijk het lang geplande studioalbum "De Mysteriis Dom Sathanas" opgenomen. Aangezien de band alleen nog uit Euronymous en Hellhammer bestond werd bij de opname gebruikgemaakt van "Attila Csihar" (een Hongaar) als sessievocalist, Count Grishnackh (uit Burzum) als sessiebassist en "Blackthorn" (uit Thorn) als tweede gitarist. Als eerbetoon aan de overleden zanger "Dead" werd verder nog het livealbum "Live in Leipzig" uitgebracht, een van de laatste shows met Dead. Kort daarop, in augustus 1993 vermoordt Count Grishnackh tijdens een hoog oplopende ruzie Euronymous. De Count wordt voor de moord op Euronymous, en het in brand steken van drie kerken, veroordeeld tot 21 jaar cel. Na deze gebeurtenissen besluit Necrobutcher terug te keren naar Mayhem, en samen met Hellhammer gaat hij op zoek naar een nieuwe gitarist en zanger. Na enig oponthoud komt in 1994 dan eindelijk De Mysteriis Dom Sathanas uit. De familie van de vermoorde gitarist Euronymous had tijdens de rechtszaak geëist dat de baslijnen van de Count verwijderd werden. Hellhammer stelde de familie gerust dat hij zelf de baslijnen zou opnemen, maar in werkelijkheid had hij geen idee hoe hij een basgitaar moest bespelen. 'De Mysteriis Dom Sathanas' komt aldus in onveranderde vorm, met Count en Euronymous uit.

### Tegenwoordig
In 1994 komen verder nog Maniac en Blasphemer bij de band. De band bestaat nu uit Hellhammer achter de drums, Necrobutcher als bassist, Blasphemer op de gitaren en Maniac als zanger. Dit zal de meest stabiele formatie in de geschiedenis blijken en tot 2004 onveranderd blijven. In 1997 brengt de nieuwe formatie de single "Ancient Skin/Necrolust" uit, een voorproefje op de nieuwe stijl van de band en de komende ep "Wolf's Lair Abyss" die eind 1997 uitkomt. In 1999, na een lange tournee, brengt de band haar tweede livealbum "Mediolanum Capta Est" uit, alsook een split 7" met de Noorse blackmetallers Zyklon-B. In 2000 komt het tweede studioalbum "Grand Declaration of War" uit. Opvallend is dat de band nu veel gebruikmaakt van samples en keyboards, wat de plaat een industrial metal gevoel geeft. Een tournee volgt en de band brengt naast enkele compilatiealbums hun derde livealbum "Live in Marseille" in 2001 uit. Een split met Meads of Asphodel volgt in 2002 met oud materiaal met Dead als zanger. Verder komt er nog een vinylset "The Studio Experience" uit. Hierop zijn alle ep's en de studioalbums 'De Mysteriis Dom Sathanas' en 'Grand Declaration Of War' te vinden. In 2003 volgt wederom een compilatiealbum en in 2004 het derde studioalbum "Chimera", tevens het laatste album met Maniac als vocalist. Maniac wordt al spoedig vervangen door Atilla, waarna een wereldwijde tournee aanvangt. In 2007 komt het vierde studioalbum "Ordo Ad Chao" uit.
Op 22 april 2008 wordt via de officiële website van de band bekend dat gitarist Blasphemer de band heeft verlaten. Ondertussen zijn Morfeus (in 2008) en Silmaeth (in 2009) als vaste gitaristen bij de band gekomen.
Op 16 november 2009 worden bandleden en crew in de Nederlandse stad Tilburg opgepakt, nadat ze hun hotelkamer compleet hadden vernield. Ze moeten ongeveer 5000 euro schade vergoeden en een boete betalen.

## Bandleden

### Huidige leden
- Attila Csihar - Zang (1993, 2004-heden)
- Necrobutcher (Jorn Stubberud) - Basgitaar (1984 tot 1993, 1995-heden)
- Hellhammer (Jan Axel Blomberg) - Drums (1988-heden)
- Teloch - Gitaar (2011-heden)
- Ghul (Charles Edward Alexander Hedger) - Gitaar (2012-heden)

### Vorige leden
- Messiah (Eirik Nordheim) - Zang (1986)
- Maniac (Sven Erik Kristiansen) - Zang (1987, 1995 tot 2004)
- Torben (Torben Grue) - Drums (1987)
- Kittil (Kittil Kittilsen) - Zang (1987)
- Dead (Per Yngve Ohlin)  - Zang (1988 tot 1991)
- Occultus (Stian Johannsen) - Bas/zang (1991)
- Euronymous (Øystein Aarseth) - Gitaar (1984 tot 1993)
- Manheim (Kjetil Manheim) - Drums (1984 tot 1988)
- Blasphemer (Rune Eriksen) - Gitaar (1994-2008)
- Blackthorn (Snorre Ruch) - Gitaar (1993)
- Count Grishnackh - Bas (1993)
- Nordgaren (Alexander Nordgaren) - Slaggitaar/oefensessiegitarist (1997-1998)
- Morfeus - Gitaar (2008-2012)
- Silmaeth - Gitaar (2009-2011)

### Oorspronkelijke bezetting
- Euronymous (Øystein Aarseth) - Gitaar (1984 tot 1993)
- Necrobutcher (Jorn Stubberud) - Bas (1984 tot 1993, 1994-heden)
- Manheim (Kjetil Manheim) - Drums (1984 tot 1988)

## Discografie

### Studioalbums
- Deathcrush, ep (1987)
- De Mysteriis Dom Sathanas (1994)
- Wolf's Lair Abyss, ep (1997)
- Grand Declaration of War (2000)
- Chimera (2004)
- Ordo Ad Chao (2007)
- Esoteric Warfare (2014)
- Daemon (2019)

### Live- en compilatiealbums
- Live in Leipzig, live (1991)
- Out from the Dark, compilatie (1996)
- Ancient Skin / Necrolust, compilatie (1997)
- Necrolust / Total Warfare, split-cd (1999)
- Mediolanum Capta Est, live (1999)
- European Legions, compilatie (2001)
- U.S. Legions, compilatie (2001)
- Live in Marseille 2000, live (2001)
- Freezing Moon / Jihad, split-cd (2002)
- The Studio Experience, boxset (2002)
- Legions of War, compilatie (2003)

### Demo's
- Voice of a Tortured Skull, demo (1986)
- Pure Fucking Armageddon, demo (1986)

### Videografie
- Live in Bischofswerda, VHS (1998)
- European Legions: Live in Marseille 2000, VHS & dvd (2001)

## Gerelateerde bands
- Bathory - Een vroege Zweedse blackmetalband die diende als grote inspiratie voor de vroege Mayhem.
- Burzum - Eenmansproject van Count Grishnackh, die Euronymous vermoordde en tevens bas speelde op De Mysteriis Dom Sathanas.
- Emperor - Een Noorse blackmetalband diens leden vrienden waren van Euronymous.
- Morbid - Vocalist Deads oorspronkelijke band voordat hij bij Mayhem kwam.
- Thorns - De voornaamste band van Blackthorn.
- Venom - Een Engelse thrashmetal band die Manheim en Necrobutcher inspireerde.
- Salem - Een Israëlische death- en orientalmetalband waarmee Euronymous bevriend zou zijn.